# 반 헤일런
반 헤일런(영어: Van Halen 밴 헤일런[*])은 1972년 캘리포니아주 패서디나에서 결성된 미국의 하드 록 밴드이다. 이 음악 그룹은 1978년 《Van Halen》라는 데뷔 음반 출시 이후 성공을 거두었다. 2007년 반 헤일런은 전 세계적으로 1억 2천만개의 음반을 판매하였으며 빌보드 메인스트림 록 차트에서 가장 많은 1위 히트수를 기록하였다.
2020년 10월 6일 에디 반 헤일런은 암으로 세상을 떠났다. 그는 2001년 4월에 처음 암 진단을 확인했다.

## 음반 목록
- Van Halen (1978)
- Van Halen II (1979)
- Women and Children First (1980)
- Fair Warning (1981)
- Diver Down (1982)
- 1984 (1984)
- 5150 (1986)
- OU812 (1988)
- For Unlawful Carnal Knowledge (1991)
- Balance (1995)
- Van Halen III (1998)
- A Different Kind of Truth (2012)

## 참고 문헌
- Macdonald, Bruno (2006).  Dimery, Robert, 편집. 《1001 Albums You Must Hear Before You Die》. Quintet Publishing Limited. ISBN 0-7893-1371-5.